# The Longing
The Longing é um jogo de aventura de apontar e clicar de 2020 criado pelo desenvolvedor independente Studio Seufz. Situado em um reino subterrâneo, o jogador controla o Sombra, uma criatura encarregada de vigiar um rei adormecido por 400 dias. The Shade realiza atividades recreativas, incluindo leitura e exploração, enquanto aguarda os 400 dias em tempo real . O cronômetro do jogo continua independentemente das ações do jogador, mas se move mais rápido se o Shade realizar certas ações dentro de sua casa, como decorar as paredes com desenhos.
O desenvolvedor Anselm Pyta concebeu The Longing depois de ouvir a lenda de Kyffhäuser enquanto visitava a Caverna Barbarossa . Pyta procurou explorar temas emocionais em uma história narrativa e usou o tempo como um mecanismo de jogo. O desenvolvedor foi inspirado pela música de sintetizador de masmorra, que o ajudou a definir a atmosfera subterrânea e o tema da solidão. Pyta atuou como o desenvolvedor principal durante a maior parte da produção de seis anos do jogo, tendo que confiar na intuição pessoal para projetar o ritmo devido a dificuldades de teste de jogo .
The Longing foi lançado para Windows, macOS e Linux em 5 de março de 2020 e para Nintendo Switch em 14 de abril de 2021. Ganhou elogios por sua trilha sonora, visual e natureza experimental, mas a jogabilidade lenta dividiu os críticos. O jogo foi lançado durante a pandemia de COVID-19, e muitos comentaristas o compararam à vida sob quarentena. The Longing foi indicado ao Prêmio Nuovo no Festival de Jogos Independentes de 2020 e ganhou o prêmio de "Melhor Estreia" no Deutscher Computerspielpreis 2020 .

## Jogabilidade
The Longing é um jogo de aventura de apontar e clicar que acontece em um reino subterrâneo. O jogador controla o Shade, uma criatura solitária servindo a um rei idoso. Depois que o rei adormece para recuperar seus poderes diminuídos, a Sombra recebe a tarefa de despertar seu mestre após 400 dias em tempo real . A Sombra pode explorar cavernas, reunir recursos para mobiliar sua casa ou realizar outras atividades, como ler literatura clássica e desenhar.
A interação com o mundo é lenta, com a velocidade de caminhada do Shade sendo particularmente lenta. Muitos aspectos da jogabilidade dependem da passagem do tempo, incluindo quebra-cabeças que exigem que o jogador espere um certo período para progredir. Realizar ações dentro da casa do Shade faz com que o tempo passe mais rápido. Por exemplo, ler livros e decorar as paredes com desenhos faz com que o cronômetro do jogo avance mais rapidamente.
Outras mecânicas são reminiscentes de jogos ociosos, que compartilham um tema comum de progredir apesar de pouca ou nenhuma interação, inclusive quando o jogo está fechado. O jogador pode fazer com que o Sombra execute várias tarefas sem intervenção externa, como ler livros. Outro mecanismo chamado "sistema de favoritos" pode ser acessado por meio de um menu, e o jogador pode usá-lo para instruir o Shade a caminhar automaticamente para um local salvo anteriormente, retornar para sua casa ou vagar aleatoriamente. O jogador recebe uma lista de tarefas para melhorar a vida do Shade, mas nenhuma interação é necessária para avançar o cronômetro e continua mesmo que o jogo não esteja aberto. Conseqüentemente, é possível terminar The Longing simplesmente iniciando o jogo, fechando-o e retornando após o término do tempo. Para evitar trapaças, os jogadores são enviados para uma masmorra se tentarem contornar o limite de tempo alterando o relógio do sistema de seu computador. The Longing apresenta vários finais, e nem todos exigem que o jogador espere os 400 dias.